# Natacha Atlas
Natacha Atlas, född 20 mars 1964 i Schaerbeek (Bryssel), är en belgisk sångerska. Hon är känd för sin arabiska- och nordafrikanska musik. Hennes musik har starka influenser från bland annat hiphop, drum and bass, reggae och liknande.

## Uppväxt
Natacha Atlas växte upp i Schaerbeek, en marockansk förort till Bryssel i Belgien. Efter föräldrarnas skilsmässa flyttade hon med sin mor till Northampton i England. Hon har lärt sig en mängd språk, som arabiska, franska, engelska, och spanska, och har använt alla språk i sin musik.

## Diskografi
- 1995 – Diaspora
- 1997 – Halim, album dedicerat till den egyptiske sångaren och musikern Abdel Halim Hafez.
- 1999 – Gedida, betyder ny.
- 2001 – Ayeshteni
- 2002 – Foretold in the Language of Dreams
- 2003 – Something Dangerous
- 2005 – The Best of Natacha Atlas
- 2006 – Mish Maoul
- 2008 – Ana Hina
- 2010 – Mounqaliba
- 2015 – Myriad Road
- 2019 – Strange Days (Natacha Atlas album)